# Pygoscelis calderensis
Pygoscelis calderensis är en utdöd fågel i familjen pingviner inom ordningen pingvinfåglar. Den beskrevs 2003 utifrån fossila lämningar från miocen funna i Chile.